# Chan Kubiłaj
Chan Kubiłaj (ang. Kubla Khan) – poemat Samuela Taylora Coleridge’a, napisany w 1797 roku i opublikowany w roku 1816.

## Charakterystyka ogólna
Poemat jest dziełem fragmentarycznym. Liczy zaledwie dwie strony druku i stanowi pewnego rodzaju impresję lub plan większego, nigdy nie ukończonego dzieła. Ta jego cecha okazała się jednak atrakcyjna dla współczesnych czytelników.

## Geneza
Poemat, jak sam poeta zaznaczył we wstępie do pierwszego wydania utworu, jest zapisem snu, jaki mu się przyśnił podczas choroby, po przeczytaniu książki historycznej. Po przebudzeniu się poeta zaczął ten sen zapisywać, jednak ktoś mu w tym zajęciu przeszkodził. Gdy ten ktoś wreszcie odszedł, poeta powrócił do pracy, wtedy jednak stwierdził z żalem, że zapomniał wszystko. Niezależnie od słów poety wiadomo, że zażywał on leki uśmierzające z domieszką opium, toteż poetycka wizja mogła mieć podłoże narkotyczne. Coleridge długo nie publikował utworu. Zrobił to dopiero za namową George’a Gordona Byrona.

## Forma
Utwór jest napisany wierszem o obniżonej regularności, przeważnie jambicznym pięciostopowym czterostopowym i trójstopowym. Rymowanie jest swobodne. Występują też aliteracje: A damsel with a dulcimer czy Five miles meandering with a mazy motion./Through wood and dale the sacred river ran.

## Treść
Tytułowy bohater wiersza to władca Mongołów, wnuk Czyngis chana, Kubiłaj, opisany przez Marco Polo zdobywca Chin. Utwór składa się z trzech części. W pierwszej odnajdujemy informację, że Kubiłaj kazał wznieść wspaniałe miasto, w drugiej występuje obraz podziemnej rzeki, która z ogromną siłą wytryska na powierzchnię gwałtownym gejzerem. W trzeciej części nieoczekiwanie widzimy piękną abisyńską (etiopską) dziewczynę, grającą na dulcymerze (czyli cymbałkach). Połączenie tych zgoła różnych elementów nadaje poematowi Coleridge’a surrealistyczny charakter. Niedokończony utwór został doceniony przez literatów wieku XX.

## Przekłady
Wiersz Coleridge’a przekładali na język polski Jerzy Pietrkiewicz, Stanisław Kryński, Zygmunt Kubiak, Stanisław Barańczak i Ludwik Dorn.